# Christoph Flügge
Christoph Flügge (Hamburg, 14 juli 1947) is een Duits jurist en politicus. Hij was Staatssecretaris voor Justitie voor de Berlijnse Senaat. Hij werd in 2008 aangesteld als permanent rechter voor het Joegoslavië-tribunaal en in juli 2013 ook als rechter voor het Internationale Residumechanisme voor Straftribunalen.

## Levensloop
Van 1967 tot 1973 studeerde hij rechten aan de Vrije Universiteit Berlijn en de Rheinische Friedrich-Wilhelms-Universiteit in Bonn. Hij slaagde voor zijn eerste staatsexamen in 1973 en zijn tweede in 1976. Naast zijn studie werkte hij van 1969 tot 1971 voor een parlementslid van de Bondsdag van de SPD. Van 1973 tot 1976 was hij juniorjurist in Berlijn en van 1976 tot 1977 was hij persoonlijk medewerker van SPD-senator Kurt Neubauer. Vanaf 1977 werkte Flügge voor de officier van justitie van Berlijn en vanaf 1978 leidde hij de justitiële voltrekking voor de Berlijnse Senaatsregering van Justitie.
In 1983 werd Flügge benoemd tot strafrechter aan achtereenvolgens twee verschillende rechtbanken in Berlijn. In 2001 werd hij door de senator voor justitie, Wolfgang Wieland van Bündnis 90/Die Grünen gevraagd voor de post van Staatssecretaris voor de Justitie van Berlijn. In februari 2007 werd hij vanwege politieke onenigheid door justitiesenator Gisela von der Aue (SPD) uit deze functie gezet.
Op voordracht van het federale Ministerie van Justitie werd hij in 2008 door secretaris-generaal Ban Ki-moon benoemd tot permanent rechter van het Joegoslavië-tribunaal in Den Haag. Hier volgde hij Wolfgang Schomburg op die afstand van zijn functie deed vanwege de psychische belasting als gevolg van de getuigenverklaringen. Flügge was een van de rechters in het strafproces tegen de vroegere politiechef en plaatsvervangend Minister van Binnenlandse Zaken van Servië, Vlastimir Đorđević, en voorzittend rechter in de zaak tegen Zdravko Tolimir. In 2011 werd hij samen met voorzittend rechter Fons Orie en Bakone Moloto op de zaak tegen legerleider Ratko Mladić gezet. Bij de start in juli 2013 werd hij ook rechter van het Internationale Residumechanisme voor Straftribunalen.
- Gemeinsame Normdatei: 123025710
- International Standard Name Identifier: 0000 0000 3464 6759
- Library of Congress Control Number: n2003112280
- Nederlandse Thesaurus van Auteursnamen: 362770999
- Virtual International Authority File: 3369267
- WorldCat: E39PBJkdgjprBwvrxDvVy69JjC